# Kočetin
Kočetin (en serbe cyrillique : Кочетин) est un village de Serbie situé dans la municipalité de Žabari, district de Braničevo. Au recensement de 2011, il comptait 305 habitants.

## Démographie

### Évolution historique de la population
| 1948 | 1953 | 1961 | 1971 | 1981 | 1991 | 2002 | 2011 |
| ---- | ---- | ---- | ---- | ---- | ---- | ---- | ---- |
| 705  | 705  | 706  | 680  | 634  | 611  | 404  | 305  |

|  |